# George H. Christopher
George Henry Christopher, född 9 december 1888 i Bates County i Missouri, död 23 januari 1959 i Washington, D.C., var en amerikansk politiker (demokrat). Han var ledamot av USA:s representanthus 1949–1951 och igen från 1955 fram till sin död.
Christopher ligger begravd på Oak Hill Cemetery i Butler, Missouri.